# Mayfield (village, New York)
Pour les articles homonymes, voir Mayfield.
Ne doit pas être confondu avec Mayfield (ville, New York).
Mayfield est un village situé dans le comté de Fulton, dans l'État de New York, aux États-Unis,. En 2010, il comptait une population de 832 habitants.

## Démographie
Lors du recensement de 2010, le village comptait une population de 832 habitants. Elle est estimée, en 2019, à 791 habitants.